# Satyajit Ray
Satyajit Ray (bengalí: সত্যজিত রায় o সত্যজিৎ রায় Shottoyit Raeⓘ) (Calcuta, Imperio británico, 2 de mayo de 1921 - Calcuta, India, 23 de abril de 1992) fue un director de cine indio, considerado uno de los grandes artistas del siglo XX por su estilo sutil, austero y lírico.

## Trayectoria
Ray nació en una importante familia bengalí de literatos y artistas. Se graduó en el Presidency College de Calcuta y estudió bellas artes en la Visva-Bharati University, en Santiniketan. En Visva-Bharati fue influido profundamente por el humanismo de Rabindranath Tagore, el fundador de la universidad.
Tras completar su formación, Ray estudió diseño gráfico antes de dedicarse a la dirección de cine. Fue atraído por la cinematografía tras conocer al cineasta francés Jean Renoir y ver la película neorrealista italiana Ladri di biciclette durante una visita a Londres. Se inició en el cine con Pather Panchali (La canción del camino), film con el que ganó once premios internacionales incluyendo el de Mejor Documento Humano en el Festival de Cine de Cannes. Junto con Aparajito y Apur Sansar, Pather Panchali forma la Trilogía de Apu, la obra maestra de Ray.
Ray era profundamente sensible a la gente y las condiciones socioeconómicas reinantes en Bengala y, aunque sus películas tienen un interés humanista universal, la vida de las diversas clases sociales de Bengala, el conflicto de los nuevos y antiguos valores, y los efectos de las rápidamente cambiantes condiciones económicas y políticas de la India son algunos de los temas recurrentes en su obra.
Fue un cineasta prolífico y dirigió treinta y siete películas en su vida, que comprenden largometrajes, documentales y cortos. Dado el nivel de participación de Ray en cada aspecto de la creación de cine, sus películas muestran un nivel de expresión personal raramente visto en el cine. Se dedicaba a la creación de guiones, casting, dirección, partitura para las películas, cámara, trabajando estrechamente con la dirección artística y montaje, incluso diseñando sus propios títulos de crédito y material publicitario. Aparte de ser director de cine, fue también escritor, editor, ilustrador, diseñador gráfico y crítico de cine
Recibió muchos importantes premios de cine en su ilustre carrera, incluyendo un Óscar honorífico en 1992, poco antes de morir.

## Infancia

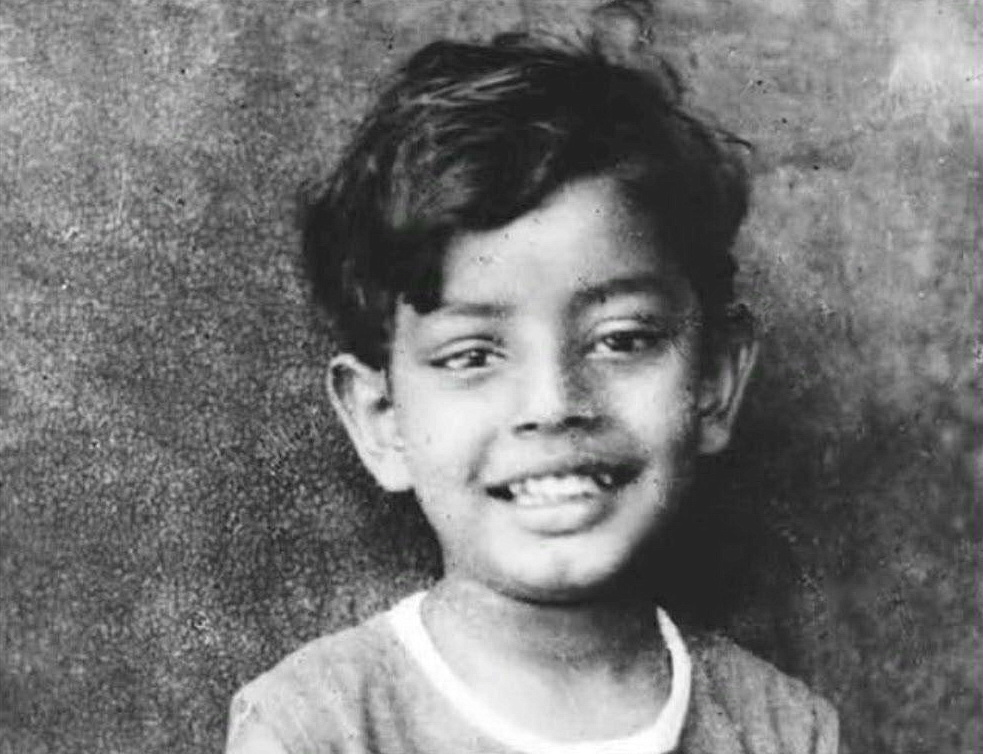
Satyajit Ray, en sus primeros años.

La línea genealógica de Satyajit Ray puede seguirse durante al menos diez generaciones. Su abuelo, Upendrakishore Raychowdhury, fue ilustrador, escritor, editor, filósofo, astrónomo aficionado y también líder del Brahmo Samaj, movimiento social y religioso de la Bengala del siglo XIX. Sukumar Ray, hijo de Upendrakishore, fue un escritor bengalí de literatura infantil y pionero en verso absurdo, además de ilustrador y crítico. Satyajit nació de Sukumar y Suprabha Ray en Calcuta, pero murió cuando el pequeño apenas contaba tres años de edad y la familia tuvo que sobrevivir mediante los precarios ingresos de Suprabha. Ray estudió economía en el Presidency College de Calcuta, aunque siempre había mostrado interés por las bellas artes. En 1940 su madre insistió en que fuera a estudiar a la Visva-Bharati University en Santiniketan, fundada por Rabindranath Tagore y, aunque Ray se mostró reacio debido a su amor por Calcuta y a la mala impresión que tenía de la vida intelectual en Santiniketan, la persuasión de su madre y su respeto por Tagore acabaron por convencerlo. Allí comenzó Ray a apreciar el arte oriental. Más adelante, admitiría lo mucho que aprendió de los famosos pintores Nandalal Bose y Benode Behari Mukherjee, sobre los que llegó a producir una película documental, El ojo interior. Mediante visitas a Ajantā, Ellora y Elephanta, Ray desarrolló su admiración por el arte hindú.
Ray abandonó Santiniketan en 1943, sin terminar su carrera de cinco años, por causas amorosas, y volvió a Calcuta, donde consiguió un empleo en la agencia de publicidad británica D. J. Keymer. Fue contratado como «aprendiz de visualizador», ganando tan sólo ocho rupias mensuales. Aunque por un lado el diseño visual era algo cercano al espíritu de Ray y, por lo general, era bien tratado, se palpaba una gran tensión entre los empleados británicos e hindúes de la firma (los primeros eran mucho mejor pagados), aparte de que Ray pensaba que «los clientes eran generalmente estúpidos» (y eso le causó más de un problema). Alrededor de 1943, colaboró con Signet Press, una nueva firma publicitaria iniciada por D. K. Gupta. Gupta encargó a Ray la creación de diseños de portadas para libros y le concedió completa libertad artística. Ray diseñó las portadas de muchos libros, entre ellos Man-eaters from Kumaon, de Jim Corbett, y The discovery of India, de Jawaharlal Nehru. También trabajó en una versión infantil de Pather Panchali, un clásico bengalí de Bibhutibhushan Bandopadhyay, renombrado como Am Antir Bhepu (El susurro de la semilla de mango). Este trabajo influiría profundamente en Ray y se convertiría en el tema de su primera película. Además de diseñar la portada, también ilustró el libro, y muchas de estas ilustraciones finalmente encontraron un lugar en su ópera prima.

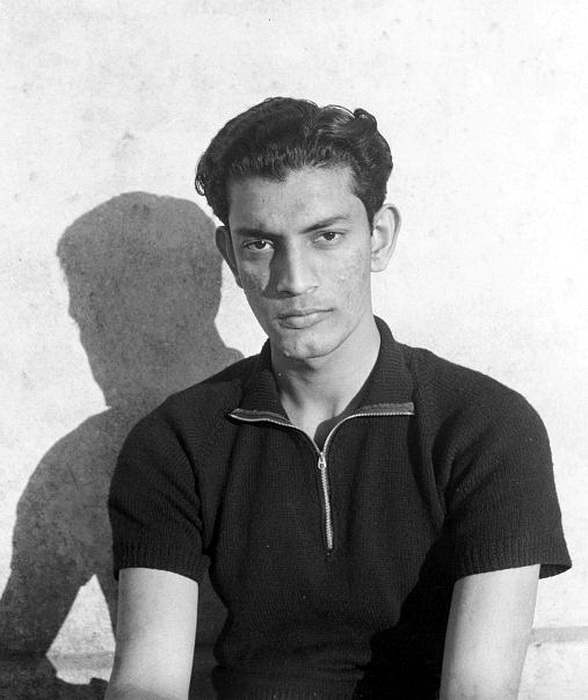
Ray de 22 años en Santiniketan

Junto con Chidananda Dasgupta y otros, Ray fundó la Calcutta Film Society en 1947, mediante la que pudo ver muchas películas extranjeras. Hizo amistad con algunos soldados norteamericanos estacionados en Calcuta durante la 2.ª Guerra Mundial, que le informaban de las últimas películas norteamericanas que pasaban en la ciudad. Durante ese periodo también conoció a un empleado de la RAF, Norman Clare, con quien compartía la misma pasión por los filmes, el ajedrez y la música clásica occidental.
En 1949 Ray contrajo matrimonio de forma poco ortodoxa (e ilegal) con Bijoya Das, su primera prima y gran amor. La pareja tuvo un hijo, Sandip, que se convertiría en director de cine.
En el mismo año, Jean Renoir llegó a Calcuta para rodar la película El río. Ray lo ayudó a encontrar locaciones en el campo. Fue entonces cuando le contó a Renoir su idea de rodar Pather Panchali, que había estado ocupando su mente durante algún tiempo, y Renoir lo animó a seguir. En 1950, Ray fue enviado a Londres por Keymer para trabajar en su oficina principal. Durante la estancia de tres meses en Londres visionó 99 películas, entre las que se encontraba el filme neorrealista Ladri di biciclette (Ladrón de bicicletas, 1948) de Vittorio De Sica, que supuso un fuerte impacto para él. Ray diría más tarde que ese día salió de la sala con la determinación de ser cineasta.

## Los años de Apu (1950–1958)
Ray había decidido que Pather Panchali —relato de formación, clásico, de la literatura bengalí (publicado en 1928 por Bibhutibhusan Bandopadhyay)—, serviría de argumento para su primera película. Esta novela, un tanto autobiográfica, describe el crecimiento de Apu, un niño pequeño de un pueblo de Bengala.
Ray reunió a un equipo inexperto, aunque más adelante, tanto su operador de cámara Subrata Mitra como su director artístico Bansi Chandragupta obtendrían una gran aclamación. El reparto estaba formado en su mayoría por artistas aficionados. El rodaje comenzó a finales de 1952, empleando los ahorros personales de Ray. Tenía la esperanza de que, una vez se hubieran realizado las primeras tomas, sería capaz de obtener los fondos que necesitaba el proyecto; no obstante, esa inversión no llegaría. Pather Panchali fue rodado durante un período inusualmente largo de tres años, debido a que la filmación tan sólo se hacía posible de vez en cuando, cuando Ray o el encargado de producción Anil Chowdhury lograban reunir el dinero necesario. Gracias a un préstamo del Gobierno de Bengala Occidental, la película fue finalmente realizada y estrenada en 1955, obteniendo un gran éxito entre la crítica y el público. Recibió numerosos premios y fue proyectada en largas sesiones tanto en la India como en el extranjero. Durante la filmación, Ray rechazó la financiación mediante fuentes que requerían algún cambio de guion o la supervisión del productor, e ignoró los consejos del gobierno (que de todas maneras acabó financiando la película) de incorporar un final feliz uniendo a la familia de Apu a un proyecto de desarrollo. Mayor incluso que el ánimo de Renoir fue el recibido tras mostrar una secuencia a John Huston que se encontraba en la India buscando localizaciones para El hombre que pudo reinar. La secuencia muestra la particular visión que tienen Apu y su hermana del tren cruzando los campos. Era la única secuencia que Ray había filmado con sus escasos recursos. Huston notificó a Monroe Wheeler en el Museo de Arte Moderno de Nueva York que un gran talento asomaba por el horizonte.
En la India la reacción al filme fue entusiasta. El periódico The Times of India escribió que «es absurdo compararla a cualquier otra muestra de la cinematografía hindú [...] Pather Panchali es puro cine». En el Reino Unido, Lindsay Anderson escribió un brillante artículo sobre la película. Aun así, la reacción no fue uniformemente positiva. Al parecer, tras ver la película, François Truffaut dijo: «No quiero ver películas de campesinos comiendo con las manos». Bosley Crowther, entonces, el crítico más influyente del The New York Times, escribió un artículo mordaz sobre la película que su distribuidor Ed Harrison creyó que acabaría con la película en cuanto fuera estrenada en los Estados Unidos, pero por el contrario, disfrutó de una estancia excepcionalmente prolongada en las salas.

Satyajit Ray con la grabación de música de Ravi Shankar para Pather Panchali (1955).

La carrera internacional de Ray comenzó realmente tras el estreno de su siguiente filmación, Aparajito (El invencible). Esta película muestra la eterna lucha entre las ambiciones de un joven, Apu, y la madre que lo ama. Muchos críticos, especialmente Mrinal Sen y Ritwik Ghatak, la valoraron incluso por encima de la primera. Aparajito ganó el León de Oro en Venecia. Antes de terminar la realización de la trilogía de Apu, Ray completó otras dos películas. La primera es la cómica Parash Pathar (La piedra filosofal), que fue seguida por Jalsaghar (La sala de música), una película sobre la decadencia del Zamindar, considerada una de sus obras más importantes.
Ray no había pensado en una trilogía al rodar Aparajito, y tan sólo se lo planteó tras habérsele preguntado al respecto en Venecia. La última parte de la serie, Apur Sansar (El mundo de Apu) fue realizada en 1959. Al igual que las otras dos filmaciones previas, cierto número de críticos la consideraron el logro supremo de la trilogía (Robin Wood, Aparna Sen). Ray presentó a dos de sus actores favoritos en el filme Soumitra Chatterjee y Sharmila Tagore. La película nos muestra a Apu viviendo en un humilde piso de Calcuta. Se involucra en una inusual boda con Aparna, formando las escenas de su vida en pareja «una muestra de la afirmación positiva clásica en el cine de la vida matrimonial», aunque la tragedia los aguarda. Tras ser Apur Sansar duramente criticada por la crítica de Bengala, Ray escribió un elocuente artículo en su defensa, un extraño suceso en la carrera fílmica de Ray (otro hecho similar ocurrió en relación con la película Charulata, la favorita del propio Ray). Su éxito tuvo poca influencia en la vida personal de Ray durante los años venideros. Ray continuaría viviendo con su madre, su tío y otros miembros de su extensa familia en una casa de alquiler.

## DesdeDevihastaCharulata(1959–1964)
Durante este periodo Ray realizó filmaciones tales como Devi, un documental sobre la figura de Tagore, una comedia (Mahapurush) y su primera película hecha a partir de un guion original (Kanchenjungha). También llevó a cabo una serie de filmaciones que, en conjunto, son consideradas por la crítica como parte de los más sentidos retratos cinematográficos de la mujer hindú.
Ray siguió a Apur Sansar con Devi (La diosa), una obra en la que estudia las supersticiones en la sociedad hindú. Estuvo protagonizada por Sharmila Tagore, en el papel de Doyamoyee, una joven esposa que es deidificada por su suegro. Aunque temía que la censura bloqueara la película, o que cuando menos lo obligara a cortarla, Devi fue tolerada. En 1961, a instancia del primer ministro Jawaharlal Nehru, Ray recibió el encargo de realizar un documental acerca de Rabindranath Tagore, con ocasión del centenario del nacimiento del poeta, un tributo a la persona que probablemente más influyó sobre Ray. Debido al escaso material fílmico disponible sobre Tagore, Ray tuvo que aceptar el reto de realizar una película a partir de imágenes estáticas, manifestando que le había supuesto tanto esfuerzo como la filmación de tres películas juntas. En el mismo año, junto a Subhas Mukhopadhyay y otros, Ray logró hacer revivir Sandesh, la revista infantil que una vez publicara su abuelo; llevaba años ahorrando para hacer que esto fuera posible. La dualidad de su nombre (Sandesh es en bengalí tanto «noticias» como el nombre de un dulce popular) marcó el tono de la revista (a su vez educativa y de entretenimiento), y Ray se vio pronto ilustrándola y escribiendo cuentos y ensayos para niños. La escritura se convirtió en su principal fuente de ingresos en los años venideros.
En 1962 Ray dirigió Kanchenjungha, su primera obra original y también su primera filmación en color. La película muestra la historia de una familia de clase alta que pasa una tarde en Darjeeling, un pintoresco pueblo situado sobre una colina en la Bengala Occidental, para prometer a su hija más joven con un ingeniero bien remunerado educado en Londres. La historia fue originalmente concebida para que transcurriese en una gran mansión, pero Ray acabó decidiendo rodarla en ese pueblo tan conocido, usando las gamas de luz tenue y la niebla para transmitir tensión dramática. A Ray le divirtió el hecho de que, mientras que su script permitía que se filmase bajo cualquier condición lumínica, un equipo de filmación comercial presente en aquellos mismos momentos en Darjeeling fuese incapaz de rodar un solo plano porque querían hacerlo a plena luz del día.
En los sesenta, Ray visitó Japón y tuvo especial placer en conocer al cineasta Akira Kurosawa, a quien tenía en gran consideración. Cuando se encontraba en la India escapaba ocasionalmente de la ciudad para completar sus guiones en lugares como Darjeeling o Puri.
En 1964 Ray realizó Charulata (o La esposa solitaria), la culminación de este período de trabajo y considerada por muchos críticos como su obra mejor lograda. Basada en Nastanirh, una historia corta de Tagore, la filmación narra la historia de Charu, una esposa solitaria en la Bengala del siglo XIX y sus crecientes sentimientos hacia su cuñado, Amal. Referida a menudo como su obra maestra, el propio Ray afirmó que se trataba de su trabajo con menos errores y que, si tuviese la oportunidad de realizarla de nuevo, la haría exactamente de la misma manera. La interpretación de Madhabi Mukherjee como Charu y el trabajo tanto de Subatra Mitra como de Bansi Chandragupta en la película fueron muy aclamados. Otras películas pertenecientes a este periodo incluyen Mahanagar (La gran ciudad), Teen Kanya (Tres hermanas), Abhijan (La expedición) y Kapurush o Mahapurush (El cobarde y el santo).

## Cambios de rumbo (1965–1982) y años finales
A partir de 1965 Ray hará películas de detectives, de ciencia ficción y dramas históricos. A esta variedad de temáticas hay que añadir una considerable experimentación formal. Manifiesta así, en paralelo, los cambios de rumbo en la vida de la India contemporáneos. Se considera que la película mejor es Nayak (El héroe), de 1966, donde narra el encuentro en un viaje en tren entre un conocido actor y una periodista, a lo largo de veinticuatro horas. Trabaja de nuevo Sharmila Tagore. Tuvo éxito en el festival de Berlín, pero no de taquilla.
En 1967, escribió el guion de un film que habría de haberse llamado El Ajeno, basado en el relato "Bankubabur Bandhu",  escrito por él mismo en 1962 para la revista Sandesh. Iba a ser una coproduccion indio-estadounidense con Columbia Pictures y tenían previstos a Peter Sellers y a Marlon Brando para los papeles principales; Ray descubrío que el guion había sido registrado por Michael Wilson como propio y que este se había quedado con el pago por escribirlo. Wilson registró el guion a nombre de Mike Wilson & Satyajit Ray pese a sólo haber añadido una palabra al guion. Tras la marcha de Brando, Ray desilusionado regresó a Calcuta. En los años 70 y 80 Columbia intentaría retomar el proyecto pero sin éxito.
En 1969, realizó. con grandes dificultades financieras, la que sería una de sus películas más comerciales. Se basaba en un relato infantil escrito por su abuelo, Goopy Gyne Bagha Byne (Las aventuras de Goopy y Bagha), que era un film musical y de fantasía.
Luego, rodó una novela del joven poeta y narrador, Sunil Gangopadhyay: Aranyer Din Ratri (Días y noches en el bosque), donde un joven urbano va al bosque de vacaciones. Como dice Robin Wood, "una simple secuencia [del film]... ofrecería material para un corto ensayo".
Si con Aranyer, Ray se dirigía a la vida bengalí de su tiempo, va a completar su relato en La trilogía de Calcuta, formada por Pratidwandi (1970), Seemabaddha (1971) y Jana Aranya (1975); los tres filmes fueron concebido separadamente, pero tienen conexiones temáticas entre todos ellos. Pratidwandi (El enemigo) trata de un recién licenciado que es un idealista, y que se va desilusionando, pero sin llegar a corromperse; Ray introduce un estilo elíptico, a veces con sueños y miradas hacia atrás en el relato (flashbacks). Jana Aranya (El hombre medio) muestra a un joven sumergido en la corrupción. En Seemabaddha (Compañía Limitada) retrata a un hombre de éxito, de dudosa moralidad, sacrificada a su carrera. Asimismo en la década de 1970, Ray adapta dos de sus relatos populares de detectives. Aunque dirigidos a niños y jóvenes, tanto Sonar Kella (La fortaleza dorada) como Joy Baba Felunath (El dios elefante) tienen eco en la crítica.
En 1977, Ray completó Shatranj Ke Khiladi (Los jugadores de ajedrez), film caro, que rodó en hindi (el resto de su filmes está en bengalí), y que estaba basado en un relato de Munshi Premchand. Recuerda ahí a la rebelión india de 1857, a través de dos jugadores. El ajedrez siempre le había fascinado.
En 1980, Ray rodó la continuación de Goopy Gyne Bagha Byne, con Hirak Rajar Deshe (Rey de diamantes), de intención política. El reinado del Rey de diamantes, o Hirok Raj, constituye una alusión a la India con Indira Gandhi en el momento de emergencia nacional (1975-1977). A continuación, con su corto Pikoor Diary (El diario de Pikoo) y con su film Sadgati, en hindi, rematan la etapa tardía de madurez. 
Entre los proyectos que Ray no pudo llevar a cabo, se encuentran adaptaciones del relato épico Mahābhārata, y de la novela de E. M. Forster, Pasaje a la india.
En 1983, Ray tuvo un grave ataque al corazón, y tuvo que limitar fuertemente su trabajo en los nueve años restantes de su vida. Ghare Baire por ello tuvo que ser completada en 1984 con ayuda de su hijo (que era el cámara); se trataba de un relato de Tagore, que narraba los peligros del ferviente nacionalismo. En 1987, hizo un documental, Sukumar Ray, sobre su padre (que es el que da título al film).
En los tres últimos filmes de Ray hay más diálogo. Son Ganashatru (Un enemigo del pueblo) que adapta la pieza homónima de Ibsen; Shakha Proshakha (Las ramas del árbol), de 1990, donde retoma su forma particular de expresarse; y Agantuk (El extraño), film postrero, de apariencia liviana, donde plantea las lacras de la civilización a través del relato de la visita de un tío a su sobrina en Calcuta. En sus dos últimas películas contó con la ayuda  de Gerard Depardieu y de Daniel Toscan du Plantier en la producción.

## Filmografía
Todas sus películas fueron realizadas por capital hindú.
- Pather Panchali (La canción del camino) (1955)
- Aparajito (El invencible) (1956)
- Parash Pathar (1958)
- Jalsaghar (1958) El salón de música
- El mundo de Apu (Apur Sansar) (1959)
- La diosa (Devi) (1960)
- Tres muchachas (Teen Kanya) (1961)
- Rabindranath Tagore (1961), documental
- Kanchenjungha (1962)
- Abhijaan (1962)
- Mahanagar (1963)
- La Esposa Solitaria (1964)
- Two (1965) (TV)
- Mahapurush (1965)
- Kapurush (1965), El cobarde
- Nayak (1966)
- Chiriyakhana (1967)
- Las aventuras de Goopy y Bagha (Goopy Gyne Bagha Byne) (1968)
- Aranyer Din Ratri (1970)
- Sikkim (1971), documental
- Seemabaddha (1971)
- The Inner Eye (1972)
- Pratidwandi (1972), El enemigo
- Un trueno lejano (Ashani Sanket) (1973)
- Sonar Kella (1974)
- Bala (1976)
- Jana Aranya (1976)
- Los jugadores de ajedrez (Shatranj Ke Khilari) (1977)
- El dios elefante (Joi Baba Felunath) (1979)
- Heerak Rajar Deshe (1980)
- Sadgati (1981) TV
- Pikoor Diary (1981) TV
- Ghare-Baire (1984) El mundo de Bimala o La casa y el mundo.
- Sukumar Ray (1987), documental sobre su padre
- 'Un enemigo del pueblo (Ganashatru) (1989)
- Las ramas del árbol (Shakha Proshakha) (1990), Coprod. con Francia y Reino Unido
- Agantuk (1991), El extraño; coproducido con Francia
- Baksha Rahasya (1996), codirección

## Premios y distinciones
Premios Óscar
| Año  | Categoría        | Resultado |
| ---- | ---------------- | --------- |
| 1992 | Óscar Honorífico | Ganador   |

Festival Internacional de Cine de Cannes
| Año  | Categoría              | Película        | Resultado |
| ---- | ---------------------- | --------------- | --------- |
| 1956 | Mejor Documento humano | Pather Panchali | Ganador   |

Festival Internacional de Cine de Venecia
| Año  | Categoría                          | Película                      | Resultado |
| ---- | ---------------------------------- | ----------------------------- | --------- |
| 1957 | León de Oro                        | Aparajito                     | Ganador   |
| 1957 | Premio FIPRESCI                    | Aparajito                     | Ganador   |
| 1957 | Premio New Cinema - Mejor película | Aparajito                     | Ganador   |
| 1982 | León de Oro a toda su carrera      | León de Oro a toda su carrera | Ganador   |

Festival Internacional de Cine de Berlín
| Año  | Categoría        | Película         | Resultado |
| ---- | ---------------- | ---------------- | --------- |
| 1964 | Oso de Plata     | Mahanagar        | Ganador   |
| 1965 | Oso de Plata     | Charulata        | Ganador   |
| 1965 | Premio OCIC      | Charulata        | Ganador   |
| 1966 | Mención especial | Nayak            | Ganador   |
| 1966 | Premio UNICRIT   | Nayak            | Ganador   |
| 1973 | Oso de Oro       | Un trueno lejano | Ganador   |

- En 1992 fue distinguido con el premio Bharat Ratna.[49]